# Passo (unità di misura)
Il passo è un'antica unità di lunghezza romana.
Essa corrisponde all'incirca alla distanza percorsa con un passo ("passo semplice") o, più comunemente, due ("passo doppio"):
- il "passo semplice" (in latino gradus) corrispondeva a 2,5 piedi, cioè 74 centimetri circa;
- il  "passo doppio" (in latino passus) corrispondeva a 5 piedi, cioè poco meno di 150 centimetri.

Il miglio romano corrispondeva a mille passi doppi, cioè circa 1482 metri.